# 첸훙 (수영 선수)
첸훙(중국어 간체자: 钱红, 정체자: 錢紅, 병음: Qián Hóng, 1971년 1월 30일 허베이성 바오딩시 ~ )은 올림픽에서 메달을 2번 획득한 중국 출신의 수영 선수이다. 첸훙은 1988년 서울 하계 올림픽에서 100m 접영에서 처음으로 동메달을 획득했다. 4년 후 그녀는 1992년 바르셀로나 하계 올림픽의 같은 종목에서 금메달을 획득했다.